# Катастрофа Boeing 737 под Сан-Жозе-ду-Шингу
Катастрофа Boeing 737 под Сан-Жозе-ду-Шингу — авиационная катастрофа, произошедшая в воскресенье 3 сентября 1989 года. Авиалайнер Boeing 737-241 авиакомпании VARIG выполнял внутренний пассажирский рейс RG-254 по маршруту Сан-Паулу—Убераба—Уберландия—Гояния—Бразилиа—Императрис—Мараба—Белен, но через 3 часа и 10 минут после вылета из Марабы совершил вынужденную посадку в Дождевых лесах Амазонии в районе муниципалитета Сан-Жозе-ду-Шингу (Мату-Гросу). Из находившихся на его борту 54 человек (48 пассажиров и 6 членов экипажа) погибли 12.

## Самолёт
Boeing 737-241 (регистрационный номер PP-VMK, заводской 21006, серийный 398) был выпущен в 1974 году и на период испытаний получил бортовой номер N87569. 7 февраля 1975 года совершил свой первый полёт. После завершения испытаний был перерегистрирован, получив новый бортовой номер PP-VMK, и 5 марта того же года поступил в авиакомпанию VARIG. Оснащён двумя турбореактивными двигателями Pratt & Whitney JT8D-17A. На день катастрофы налетал 33 373 часа. Последний капитальный ремонт проводился 9 августа 1989 года, наработка после которого составила 203 часа 30 минут.

## Экипаж
Самолётом управлял опытный экипаж, состав которого был таким:
- Командир воздушного судна (КВС) — 32-летний Сезар Аугусто Падула Гарсес (порт. César Augusto Padula Garcez). Родился в 1957 году в Риу-Гранди-ду-Суле. Лётный сертификат получил в 1976 году в военном центре, в сентябре 1982 года получил сертификат пилота гражданской авиации. Был квалифицирован для полётов на Boeing 727, Lockheed L-188 Electra и ряде военных самолётов. С 28 марта по 19 апреля 1988 года прошёл обучение на Boeing 737-200, 14 сентября 1988 года получил квалификацию командира Boeing 737-200. Налетал 6928 часов 6 минут, 980 из них на Boeing 737-200, включая 56 часов 27 минут за последние 30 дней[1].
- Второй пилот — 29-летний Нильсон де Соуза Зилье (порт. Nilson de Souza Zille). Лётный сертификат получил в 1982 году в бразильском аэроклубе, 2 апреля 1984 года получил сертификат пилота гражданской авиации. Изначально имел квалификацию для полётов на малой авиации. С 1 по 19 августа 1988 года прошёл обучение на Boeing 737-200, 27 марта 1989 года получил квалификацию пилота Boeing 737-200. Налетал 884 часа 48 минут, 442 часа 12 минут из них на Boeing 737-200, включая 60 часов за последние 30 дней[1].

В салоне самолёта работали четверо бортпроводников.

## Хронология событий
Boeing 737-241 борт PP-VMK выполнял внутренний пассажирский рейс RG-254 из Сан-Паулу в Белен с промежуточными посадками в Уберабе, Уберландии, Бразилиа, Императрисе и Марабе. Вылет из Сан-Паулу был произведён в 09:43, в Бразилиа произошла смена экипажа (КВС Гарсес и второй пилот Зилье), после чего лайнер благополучно выполнил ещё два этапа маршрута и в 17:08 приземлился в Марабе; на этих двух участках маршрута (Бразилиа—Императрис—Мараба) по договорённости между пилотами самолётом управлял второй пилот. Оставшийся полёт до Белена выполнял КВС, это должен был быть короткий перелёт продолжительностью около 50 минут, так как Белен находится всего в 4,5 сотнях километров северо-северо-восточнее Марабы. Перед запуском двигателей командир начал настраивать бортовой компьютер в соответствии с планом полёта. Курс для настройки планового навигационного прибора (HSI) был указан как 0270, что командир понял как 270°, и установил его в HSI. Производительность системы управления (PMS) была установлена на 346 километров. В 17:35 с 6 членами экипажа и 48 пассажирами на борту рейс RG-254 вылетел из Марабского аэропорта и после набора высоты занял эшелон FL290 (8850 метров), следуя при этом по курсу 270° строго на запад.
Навигационное оборудование Boeing 737-200 не включает в себя инерциальную систему или GPS, поэтому пилоты не могли определить фактическое местонахождение самолёта. Однако в салоне находился пассажир Карлос Сикейра (порт. Carlos Siqueira), который ранее неоднократно летал по маршруту Мараба—Белен, и ему показалось странным, что Солнце, которое близилось к закату, впервые находится не слева от самолёта, как обычно, а впереди. Свою озабоченность пассажир передал стюардессе, но экипаж не отнёсся серьёзно к этому факту. По некоторым данным, пилоты в это время по самолётному радиоприёмнику слушали прямую трансляцию футбольного матча Бразилия—Чили.
До Белена по расчётам оставалось 165 километров, когда экипаж попытался связаться с диспетчером Белен-подход, однако ни на УКВ, ни на КВ-частотах это сделать не получилось. Связь с диспетчером в Белене была установлена на УКВ-частоте только через другой «Боинг» авиакомпании VARIG, который выполнял рейс RG-266 из Белена в Бразилиа. Спустя 23 минуты после взлёта (17:58) экипаж рейса RG-254 в первый раз связался с Беленским диспетчерским центром и запросил снижение, так как по информации от PMS они как раз достигли точки начала снижения. Диспетчер разрешил снижаться до эшелона FL200 (6100 метров) с указанием установить прямую связь с центром на УКВ-частоте.
Продолжая полёт, рейс RG-254, исходя из пройденного расстояния, теоретически находился в 55 километрах за траверзом Белена, поэтому, сохраняя эшелон FL200, командир развернулся на обратный курс 90°, решив, что они пролетели аэропорт назначения. Прямая связь с Беленом по-прежнему отсутствовала, но через другой самолёт экипаж всё же запросил разрешение на дальнейшее снижение, на что диспетчер дал указание снижаться и занимать эшелон FL040 (1200 метров). Кстати, в этот момент навигационные радиоприёмники были настроены на прослушивание не радиомаяков, а радиостанций Белена — Либераль (1330 кГц) и Гуажара (1270 кГц). При прохождении эшелона FL100 (3050 метров) командир выполнил правый доворот на курс 165°, а затем занял эшелон FL040, который сохранял на протяжении 1 часа 14 минут. Правый доворот в южном направлении, возможно, был вызван тем, что сигнал от радиостанций Либераль и Гуажара был лучше, из-за чего КВС решил, что так точно можно выйти на Белен. Никакой навигационной помощи рейс 254 не получал. Далее экипаж получил разрешение снижаться, занимать высоту 610 метров и выполнять визуальный заход на посадку. Но судя по данным параметрического самописца, самолёт остался на эшелоне FL040.
Экипаж по-прежнему не выходил на прямую связь с Беленом, поэтому диспетчеры в Белене связались с центром в Бразилиа и запросили через SELCAL (код HL-EC) вызвать рейс RG-254. Их коллеги в Бразилиа подтвердили, что поняли запрос. Ещё через минуту было передано указание занимать вектор 350° от ОПРС Сантарен и следовать по нему 45 минут. Тем временем с момента взлёта прошло 2 часа 10 минут (19:45), когда экипаж, проанализировав ситуацию, в том числе и длительную задержку с прибытием, понял, что они после вылета из Марабы заняли неправильный курс. Тогда пилоты поднялись до эшелона FL085 (2600 метров), чтобы сориентироваться на местности, и наконец предупредили авиадиспетчера о своих намерениях. Намереваясь выйти на аэропорт Каражас, пилоты довернули на курс 170°, а затем на курс 160°, сохраняя эшелон FL085. По информации из Белена экипаж узнал, что аэропорт Каражас уже закрыт, но его вспомогательный радиомаяк VOR продолжает работать. Тогда навигационные радиоприёмники самолёта были настроены на частоты радиомаяков Каражаса (320 кГц) и Марабы (370 Кгц). Полёт при этом продолжился в южном направлении.
Вскоре из-за выработки авиатоплива остановился двигатель № 1 (левый), при этом самолёт уже не мог сохранять высоту и начал снижаться. Через 2 минуты после двигателя № 1 остановился и двигатель № 2 (правый), одновременно прекратили работу генераторы и из-за этого бортовые самописцы отключились. К тому времени было темно и отсутствовали какие-либо визуальные ориентиры. Экипаж рейса 254, связавшись с рейсами RG-231 и RG-266 той же VARIG, успел объявить сигнал бедствия и передал, что они выполняют вынужденную посадку на местность перед собой. В 20:45 BRST (23:45 UTC) рейс RG-254 жёстко приземлился прямо в Дождевых лесах Амазонии. При ударах о деревья пассажирские кресла сорвались со своих креплений, при этом травмировав пассажиров; один из пассажиров, который не был пристёгнут, погиб на месте.
Поиски самолёта начались сразу после объявления сигнала бедствия. Но службы спасения изначально сосредоточились на участке между Марабой и Беленом, так как экипаж докладывал, что они находились на данном маршруте. Тем временем один из пассажиров, который достаточно хорошо ориентировался в дикой местности, обнаружил неподалёку от места падения лайнера экскременты крупного рогатого скота. Тогда группа из четырёх пассажиров направилась в поисках помощи и, пройдя около 40 километров, вышла на ферму в Феррау-де-Прата (порт. Ferrão de Prata). На ферме была радиостанция, с помощью которой удалось передать примерное место падения лайнера. 5 сентября в 16:25 поисковый самолёт обнаружил место катастрофы. Лайнер упал на территории штата Мату-Гросу примерно в 60 километрах к востоку от Сан-Жозе-ду-Шингу и в 1100 километрах южнее Белена. При падении в лесу образовалась просека около 100 метров длиной, самолёт был сильно повреждён и частично разрушился. Той же ночью, через 52 часа после катастрофы, были эвакуированы первые раненые. Число погибших к тому времени составило 8 человек, ко времени окончания эвакуации (63 часа после катастрофы) достигло 12. Ещё 1 пассажир умер от полученных травм позже, но в официальном отчёте он был не учтён как погибший. Всего в катастрофе погибли 12 человек (все были пассажирами), остальные 42 человека (все 6 членов экипажа и 36 пассажиров) выжили (34 из них получили ранения).

## Расследование

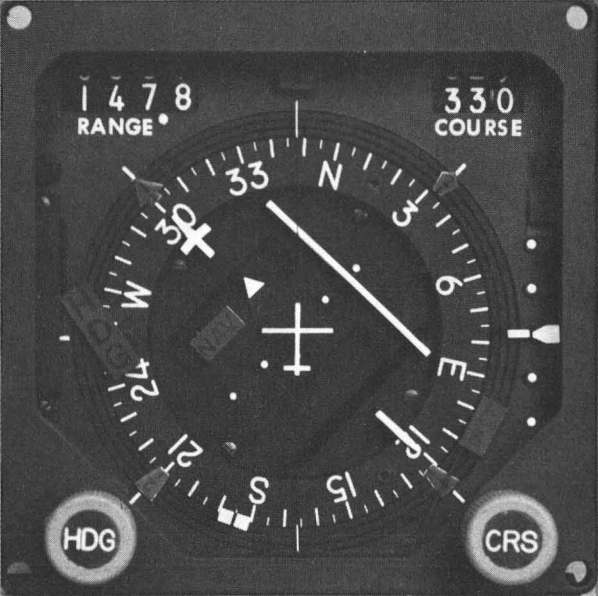
Плановый навигационный прибор (HSI)

Расследование причин катастрофы рейса RG-254 проводил Национальный комитет по расследованию авиационных инцидентов (CENIPA).
Как показало изучение находившегося на борту рейса 254 плана полёта, значение настройки HSI составляло «0270», что командир понял как курс 0270°. Стоит учесть, что в авиакомпании VARIG планы полётов составлялись с применением компьютеров. Значения курса полёта они задавали четырьмя цифрами, из которых последняя означала десятые доли, но из-за ограничения возможности применяемых на компьютерах программ десятые доли не отделялись точкой, иначе программа воспринимала её как запятую. О том, что в настройках курса последняя цифра является десятой долей без отделения точкой, гласил изданный в авиакомпании бюллетень 0Z-046, последняя редакция которого была 10 января 1986 года. Таким образом, указанное в плане полёта значение «0270» надо было читать как 027,0°, то есть самолёт должен был лететь курсом 27° на северо-северо-восток, но из-за ошибки командира лайнер направился на 117° левее — на запад. Эту ошибку мог бы заметить второй пилот, но тот после проведения внешнего осмотра самолёта не стал изучать имеющиеся полётные документы, а вместо этого выставил на правом HSI такие же настройки, что и на левом у командира. Впоследствии многие пилоты, которые были коллегами пилотов рейса 254, были озадачены тем, что они допустили такую ошибку, ведь (по их мнению) пилоты Гарсес и Зилье были достаточно опытными и хорошо отдохнувшими перед полётом, а командир относительно недавно вернулся из отпуска. По мнению психологов, есть вероятность того, что командир забыл про неотделяемые точкой десятые доли, так как не обратил на это внимания, а отвлечь его от этого могли сторонние факторы (в частности, футбольный матч Бразилия—Чили).
Хотя курс 270° означал следование на запад, а не на север, экипаж и этому не придал внимания даже после предупреждения от пассажира, так как излишне доверился бортовому компьютеру. Продолжая доверять компьютеру, командир, ориентируясь только по пройденному пути, решил, что они уже близ Белена, поэтому запросил снижение (хотя то, что связь с диспетчером удалось установить только через другой самолёт, уже должно было его насторожить). Когда же пройденное расстояние превысило расчётное, КВС ошибочно посчитал, что они попросту пролетели аэропорт Белена, поэтому лёг на обратный курс. Далее он попытался поймать чёткий сигнал на Белен, но радиоприёмники при этом были настроены не на радиомаяки, а на общественные радиостанции в Белене — Либераль и Гуажара. Ориентируясь на слух, пилоты в поисках более чёткого сигнала от этих радиостанций начали следовать вдоль реки Шингу, однако Белена ещё не было видно. Только в этот момент пилоты поняли, что летят не совсем в ту сторону; к тому же второй пилот вспомнил, что курс полёта из Марабы в Белен должен был быть северо-восточного направления, а потому иметь небольшие значения, тогда как замеченное созвездие Южного Креста свидетельствовало о полёте на юг.
Когда через 2 часа и 10 минут полёта пилоты наконец поняли, что они совсем не там, где должны быть, то они поднялись до эшелона FL085 и настроили приёмники на частоты радиомаяков в Каражасе и Марабе. Но даже после этого самолёт продолжил следовать на юг, хотя данные речевого самописца свидетельствовали, что пилоты теперь руководствовались сигналами, получаемыми от маяков. Уже на следующий день после катастрофы (4 сентября) был проведён тестовый полёт с участием самолёта-лаборатории, в котором обнаружилось серьёзное упущение в системе аэронавигации: частоты некоторых радиостанций в данном регионе совпадали. Так, частоту радиомаяка Мараба (370 кГц) имел и радиомаяк Гояния (около 1200 километров южнее Марабы), а частоту радиомаяка Каражас — радиомаяк Барра-ду-Гарсас (около 1100 километров южнее Каражаса). Таким образом, радиоприёмники самолёта ловили более сильные сигналы от других аэропортов, тем самым уводя рейс 254 дальше на юг. Пилоты начали подозревать неисправность приборов, но проведённые после катастрофы тесты показали, что приборы были исправны. Также пилоты, понимая, что заблудились и в какой тяжёлой ситуации они оказались, не стали своевременно предупреждать об этом авиадиспетчера. Кроме того, в ходе расследования было отмечено, что пилоты практически не использовали навигационные карты.
Окончательный отчёт расследования был опубликован 23 апреля 1991 года.

## Культурные аспекты
- Катастрофе посвящён документальный фильм Resgate do Varig PP-VMK (порт. Спасение [борта] Varig PP-VMK) производства телеканала «Discovery Channel».
- Также она показана в 14 сезоне канадского документального телесериала Расследования авиакатастроф в серии Сбившийся с курса производства телеканала «National Geographic Channel».